# هاري أندرياس
هاري أندرياس (بالإنجليزية: Harry Andreas)‏ هو شخصية أعمال أسترالي، ولد في 1879 في سيدني في أستراليا، وتوفي في 21 مايو 1955 في Bowral ‏ في أستراليا.